# Симфония A (Гайдн)
Симфония А си мажор — симфония Йозефа Гайдна написанная между 1757 и 1760 годами. Следовательно, она должна была быть написана для оркестра графа Морзина, для которого Гайдн работал до 1761 года.
Она не входит в обычную нумерацию симфоний Гайдна, поскольку первоначально ученые XIX века считали ее струнным квартетом (ор. 1/5) и каталогизировали как Hob. III/5.
Он написан для 2 гобоев, фагота, 2 рожков в B♭ альте, струнных и континуо.

## Структура
Симфония состоит из 3-х частей: 
1. Allegro
2. Andante, E♭ major
3. Allegro molto,